# Aeroportul Internațional Tabriz
Aeroportul Internațional Tabriz (IATA: TBZ, ICAO: OITT) este un aeroport din Tabriz, Central District⁠(d), Tabriz County⁠(d), Provincia Azarbaidjanul de Est, Iran ce deservește zona Tabriz. Aeroportul a fost tranzitat în 2019 de 1.634.583 de pasageri. A fost deschis în 1950 și numit după zona deservită.
Situat la o altitudine de 1.359 m, aeroportul dispune de 2 piste. Este operat de Iranian Airports Holding Company⁠(d).

## Infrastructură

### Piste
Aeroportul dispune de 2 piste. Pista are orientarea 12L/30R.Pista are orientarea 12R/30L.